# Hawker Heron
Hawker Heron là loại máy bay tiêm kích đầu tiên do Hawker Aircraft thiết kế.

## Tính năng kỹ chiến thuật
Dữ liệu lấy từ Hawker Aircraft since 1919 
Đặc điểm tổng quát
- Kíp lái: 1
- Chiều dài: 22 ft 3 in (6,78 m)
- Sải cánh: 31 ft 10 in (9.70 m)
- Chiều cao: 9 ft 9 in (2,97 m)
- Diện tích cánh: 291 ft² (27 m²)
- Trọng lượng rỗng: 2.120 lb (960 kg)
- Trọng lượng có tải: 3.126 lb (1.460 kg)
- Động cơ: 1 × Bristol Jupiter VI, 455 hp (339 kW)

 Hiệu suất bay 
- Vận tốc cực đại: 156 mph (136 kn, 251 km/h) trên độ cao 9.800 ft (2,987 m)
- Trần bay: 23.300 ft (7.102 m)
- Tải trên cánh: 10,7 lb/ft² (54,1 kg/m²)
- Công suất/trọng lượng: 0,15 hp/lb (0,23 kW/kg)
- Thời gian bay: 3 h
- Lên độ cao 10.000 ft (3.050 m): 5 phút 30 giây

Trang bị vũ khí

2 × Súng máy Vickers .303 in (7,7 mm)